# Martin Andjaba
Martin Andjaba (* 17. Dezember 1957 in Onhokolo, Südwestafrika) ist ein namibischer Politiker und Diplomat. Seit Februar 2021 ist er namibischer Botschafter in Deutschland.
Andjaba war von April 2018 bis März 2020 Minister für Präsidentschaftsangelegenheiten und von Juli 2019 bis März 2020 amtierender Minister für Bildung, Kunst und Kultur im Kabinett Geingob I.
Er war zudem von 2015 bis 2020 einer von acht vom Staatspräsidenten Hage Geingob ernannten Parlamentsmitgliedern ohne Stimmrecht.
Andjaba wurde am Heldentag 2014 mit dem Most Distinguished Order of Namibia 2. Klasse ausgezeichnet.

## Beruflicher Werdegang
Andjaba begann seine politische Laufbahn 1990 als Chef des Protokolls. Er wurde am 4. September 1996 Ständiger Vertreter bei den Vereinten Nationen. Andjaba war im August 1999 und Oktober 2000 Präsident des Sicherheitsrates der Vereinten Nationen.
2010 wurde Andjaba Botschafter Namibias in den Vereinigten Staaten. Diese Position hatte er bis April 2018 inne.
Im Dezember 2020 wurde er zum namibischen Botschafter für Deutschland ernannt und am 3. Februar 2021 akkreditiert.